# Edgeworth-Gletscher
Der Edgeworth-Gletscher ist ein rund 20 km langer Gletscher an der Nordenskjöld-Küste des Grahamlands auf der Antarktischen Halbinsel. Er fließt vom Rand des Detroit-Plateaus unterhalb des Massivs Wolseley Buttress zum nördlichen Abschnitt des Larsen-Schelfeises, das er westlich der Sobral-Halbinsel erreicht.
Der Falkland Islands Dependencies Survey kartierte ihn anhand eigener Vermessungen zwischen 1960 und 1961. Das UK Antarctic Place-Names Committee benannte ihn am 12. Februar 1964 nach dem britischen Erfinder Richard Lovell Edgeworth (1744–1817), der 1770 das erste Kettenfahrzeug entwickelte.